# クォン・ヨンジュ
クォン・ヨンジュ（朝: 권영주）は韓国の翻訳家。ソウル大学校外交学科を卒業し、同大学院で英文学を専攻した。
英語から朝鮮語への翻訳をしていたが、近年では日本語から朝鮮語への翻訳を多く行っており、特にミステリー小説の翻訳が多い。韓国推理作家協会がまとめた翻訳者別の推理小説年間翻訳冊数では、2009年は7冊となっており、これは当年度で最多の翻訳冊数である。第20回野間文芸翻訳賞受賞。

## 主な翻訳作品
作家五十音順。作品の配列は、韓国での刊行順。

### 日本語から朝鮮語
- 有栖川有栖
  - 『山伏地蔵坊の放浪』（1996年） → 『행각승 지장 스님의 방랑』（2010年3月）
- 泡坂妻夫
  - 『亜愛一郎の狼狽』（1978年） → 『아 아이이치로의 낭패』（2010年7月）
- 恩田陸
  - 『三月は深き紅の淵を』（1997年） → 『삼월은 붉은 구렁을』（2006年3月）
  - 『黒と茶の幻想』（2001年） → 『흑과 다의 환상』（2006年12月）
  - 『光の帝国 常野物語』（1997年） → 『빛의 제국』（2006年12月）
  - 『ネバーランド』（2000年） → 『네버랜드』（2006年12月）
  - 『ユージニア』（2005年） → 『유지니아』（2007年7月）
  - 『エンドゲーム 常野物語』（2006年） → 『엔드 게임』（2007年7月）
  - 『蒲公英草紙 常野物語』（2005年） → 『민들레 공책』（2007年7月）
  - 『図書室の海』（2002年） → 『도서실의 바다』（2007年9月）
  - 『チョコレートコスモス』（2006年） → 『초콜릿 코스모스』（2008年5月）
  - 『ネクロポリス』（2005年） → 『네크로폴리스』（2008年8月）
  - 『象と耳鳴り』（1999年） → 『코끼리와 귀울음』（2008年11月）
  - 『朝日のようにさわやかに』（2007年） → 『1001초 살인 사건』（2009年5月、韓国版では収録作品の1つ『一千一秒殺人事件』が表題になっている）
  - 『まひるの月を追いかけて』（2003年） → 『한낮의 달을 쫓다』（2009年5月）
- 近藤史恵
  - 『凍える島』（1993年） → 『얼어붙은 섬』（2008年8月）
  - 『サクリファイス』（2007年） → 『새크리파이스』（2009年4月）
- 竹内真
  - 『自転車少年記』（2004年） → 『자전거 소년기』（2007年12月）
- 津原泰水
  - 『蘆屋家の崩壊』（1999年） → 『아시야 가의 전설』（2009年5月）
  - 『赤い竪琴』（2005年） → 『붉은 수금』（2009年9月）
- 乃南アサ
  - 『凍える牙』（1996年） → 『얼어붙은 송곳니』（2007年8月）
- 帚木蓬生
  - 『閉鎖病棟』（1994年） → 『폐쇄병동』（2009年6月）
- 森見登美彦
  - 『四畳半神話大系』（2004年） → 『다다미 넉장반 세계일주』（2008年8月）
  - 『【新釈】走れメロス 他四篇』（2007年） → 『달려라 메로스』（2009年5月）
  - 『宵山万華鏡』（2009年） → 『요이야마 만화경』（2010年3月）
- 山本兼一
  - 『利休にたずねよ』（2008年） → 『리큐에게 물어라』（2010年3月）
- 若竹七海
  - 『ぼくのミステリな日常』（1991年） → 『나의 미스터리한 일상』（2007年6月）
  - 『プレゼント』（1996年） → 『네 탓이야』（2008年3月）
  - 『死んでも治らない 大道寺圭の事件簿』（2002年） → 『다이도지 케이의 사건 수첩』（2009年1月）
  - 『依頼人は死んだ』（2000年） → 『의뢰인은 죽었다』（2009年9月）